# Estádio Municipal Lucídio Frazão
O Estádio Municipal Lucídio Frazão, também conhecido por Lucidão, é um estádio de futebol localizado na cidade de Chapadinha, no estado do Maranhão, quando inaugurado, comportava cerca de 3.000 pessoas,[carece de fontes?] porém, hoje em dia sua capacidade está limitada em 2.300 pessoas por medidas de segurança. O estádio é palco dos jogos do Chapadinha Futebol Clube.